# Rio Castelo
Rio Castelo är ett vattendrag i Brasilien.   Det ligger i delstaten Espírito Santo, i den sydöstra delen av landet, 900 km sydost om huvudstaden Brasília.
Omgivningarna runt Rio Castelo är huvudsakligen savann. Runt Rio Castelo är det tätbefolkat, med 570 invånare per kvadratkilometer.